# Терренс Бойд
Терренс Бойд (англ. Terrence Boyd; нар. 16 лютого 1991, Бремен) — американський футболіст, нападник німецького клубу «РБ Лейпциг» та національної збірної США.

## Клубна кар'єра
Народився 16 лютого 1991 року в німецькому Бремені в родині американського військовослужбовця та німкені. Невдовзі після народження Терренса родина переїхала до США, однак за деякий час пара розлучилася і матір повернулася з Терренсом до Німеччини. Там хлопець почав займатися футболом, спочатку в команді «Бремергафен», а згодом у клубній структурі берлінської «Герти».
У дорослому футболі дебютував 2009 року виступами за команду клубу «Герта», в якій провів два сезони, взявши участь у 44 матчах чемпіонату.
Своєю грою за цю команду привернув увагу представників тренерського штабу дортмундської «Боруссії», до складу якої приєднався 2011 року, отримавши місце лише у другій команді. Відіграв за дублерів дортмундського клубу наступний сезон своєї ігрової кар'єри. Більшість часу, проведеного у складі другої команди «Боруссії», був основним гравцем атакувальної ланки команди та одним з головних її бомбардирів, маючи середню результативність на рівні 0,63 голу за гру першості.
До складу австрійського клубу «Рапід» (Відень) приєднався 2012 року. Відіграв протягом двох сезонів за віденську команду 59 матчів у національному чемпіонаті.
Влітку 2014 року повернувся до Німеччини, ставши гравцем клубу «РБ Лейпциг» з Другої Бундесліги.

## Виступи за збірну
2012 року дебютував в офіційних матчах у складі національної збірної США, прийнявши пропозицію грати на рівні збірних саме за цю країну. Наразі провів у формі головної команди США 12 матчів.
| Дата       | Місто       | Господарі | Результат | Гості     | Турнір           | Голи | Примітки |
| ---------- | ----------- | --------- | --------- | --------- | ---------------- | ---- | -------- |
| 29/02/2012 | Генуя       | Італія    | 0 – 1     | США       | товариський матч | -    |          |
| 27/05/2012 | Джексонвілл | США       | 5 – 1     | Шотландія | товариський матч | -    |          |
| 31/05/2012 | Вашингтон   | США       | 1 – 4     | Бразилія  | товариський матч | -    |          |
| Усього     |             | Матчів    | 3         |           | Голів            | 0    |          |